# Monte Balmaceda

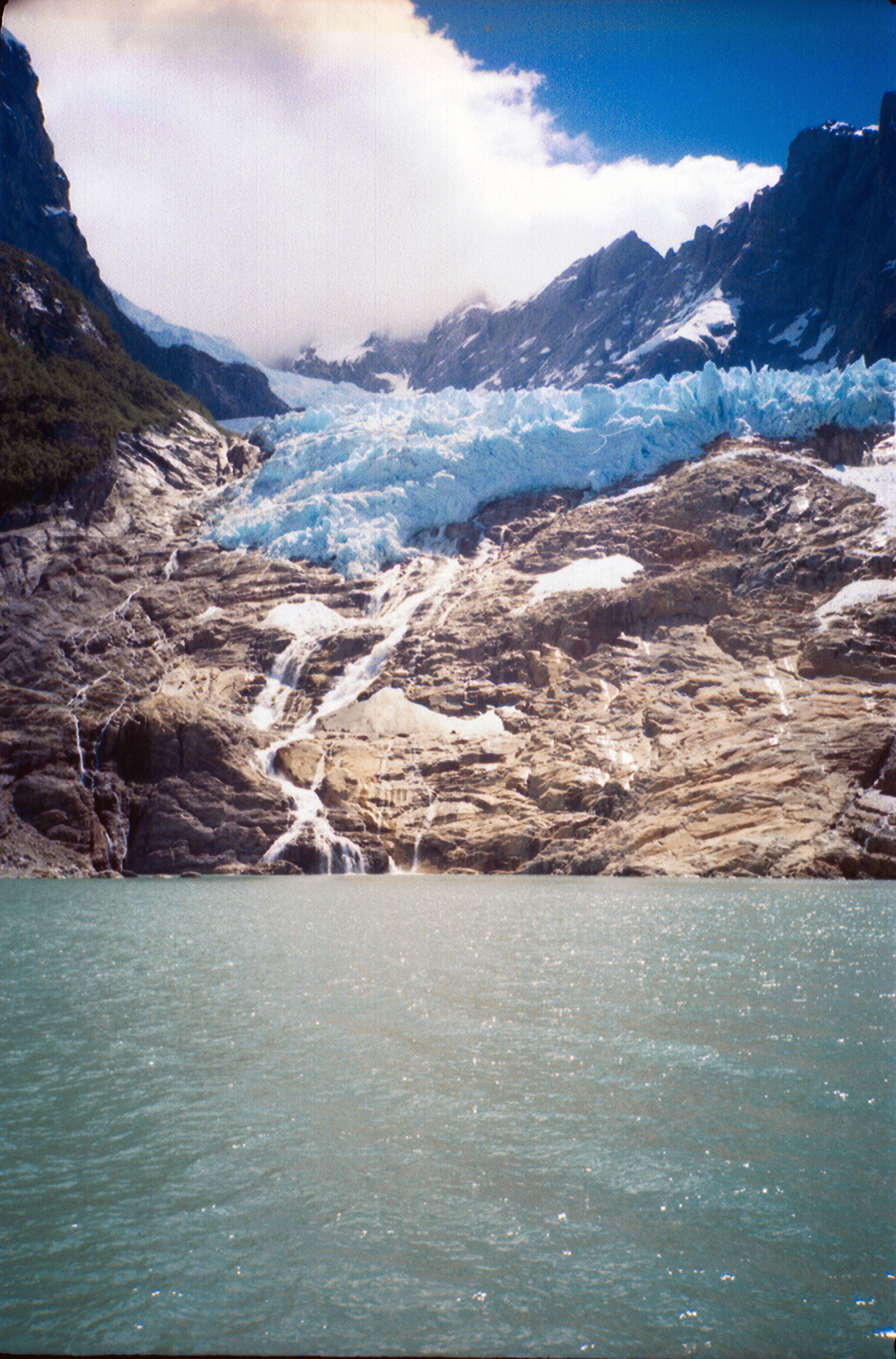
Balmaceda-Gletscher

Der Monte Balmaceda ist ein 2035 m hoher, stark vergletscherter Berg in der Región de Magallanes y de la Antártica Chilena im Süden Chiles.
Der Berg steht am Nordende des Fjords Última Esperanza im Nationalpark Bernardo O’Higgins 40 Kilometer südlich der Torres del Paine. Insbesondere die Ostflanken sind von Gletschern bedeckt, dem Balmaceda und dem Serrano. Letzterer speist über den Lago Serrano den Río Serrano. Nächstgelegener größerer Ort ist im Südosten am Fjord die Hauptstadt der Provinz Última Esperanza Puerto Natales.